# Ishania tentativa
Ishania tentativa là một loài nhện trong họ Zodariidae.
Loài này thuộc chi Ishania. Ishania tentativa được Ralph Vary Chamberlin miêu tả năm 1925.